# Nail Sattarov
Nail Sattarov (Kabakovo, 23 de dezembro de 1941 - Rússia, 15 de abril de 2014) foi um candidato a cosmonauta da antiga União Soviética. Apesar de muitas vezes ser designado como um cosmonauta, para fins práticos, Sattarov nem sequer chegou a ser declarado oficialmente como tal, terminando demitido da turma que treinava para o cargo, por problemas disciplinares .

## História
Nail Sharipovich Sattarov nasceu em 23 de dezembro de 1941, na vila de Kabakovo, na Bashkiria, parte do vasto território soviético. Em 1967, ele graduou-se como instrutor de voo militar na academia da força aérea soviética em Orenburg. Passou então a atuar como instrutor em Akhtubinsk. Em 1978 Sattarov foi um dos oito pilotos selecionados para a turma de cosmonautas GKNII. Esta turma deveria formar os cosmonautas que futuramente realizariam missões a bordo do ônibus espacial Buran, a primeira espaçonave tripulada reutilizável soviética, na época em fase de desenvolvimento como uma resposta aos Estados Unidos, que já dedicavam-se à construção deste tipo de veículo espacial. Os treinamentos dos membros da turma tiveram início. Contudo, somente no final de 1980 é que os membros da turma, caso fossem aprovados em todos os exames médicos e de capacitação, seriam declarados como verdadeiros cosmonautas. Antes mesmo do final do treino básico, quando ainda tinha apenas a designação de candidato – ou aspirante – a cosmonauta Sattarov decolou a bordo de um avião Tupolev Tu-134, um jato médio de passageiros, em abril de 1980. Durante o voo, embora não tenha recebido permissão para tal, Sattarov inesperadamente passou a realizar algumas manobras com o avião. Embora ele tenha cessado as manobras tão logo recebeu ordens para tal, ainda assim foi declarado indisciplinado por haver quebrado normas de segurança em voo. Os colegas de Sattarov chegaram a se manifestar em sua defesa, afirmando que manobras arriscadas em voo era algo que todos haviam feito ao menos uma vez na vida. Mas de nada adiantou e Sattarov imediatamente foi afastado de todas as funções como membro da turma que treinava para o cargo de cosmonauta e, dias depois, oficialmente demitido da mesma. Ademais, uma diretriz o removeu de todas as funções como piloto, proibindo-o de conduzir uma aeronave novamente. Porém, ainda naquele ano, após muita pressão, ele conseguiu quebrar esta diretiva, voltando a atuar como instrutor em voo em Akhtubinsk. Ele atingiu o posto de coronel e em 199 deixou a força aérea, passando a atuar como piloto de testes para a construtora de aviões Tupolev, em Zhukovskiy.